# Constantin Brun (købmand)
 Der er flere personer med dette navn, se Constantin Brun.
Johan Christian Constantin Brun (født 27. november 1746 i Rostock, død 19. februar 1836 i København) var en dansk storkøbmand, handelsmand og gehejmekonferensråd.

## Barndom og ungdom
Constantin Brun blev født den 27. november 1746 i Rostock. Hans drengeår hengik i den yderste fattigdom. Lokket af en tilrejsende fra Lübeck flyttede han dertil, hvor han fik plads hos handelshuset Pauli. Hans fremragende evner for handelsspekulationer kom hurtig til deres ret, og husets chef etablerede ham efter få års forløb sammen med sin søn i Skt. Petersborg. Her blev han den 16. oktober 1777 udnævnt til dansk konsul. Som sådan kom han i forretninger til København i 1781, ved hvilken lejlighed han traf Frederikke Münter hos hendes fader, præsten Balthasar Münter ved Sankt Petri Kirke. Hun synes straks at have gjort et uudsletteligt indtryk på ham, og i vinteren 1782-83 vendte han tilbage til København.

## Karriere
Regeringen var opmærksom på Bruns eminente forretningsdygtighed, og vistnok på grev Schimmelmanns initiativ blev 17. marts 1783 posten som kgl. administrator ved den vestindiske handel ham tilbudt. Herved var den sidste hindring for hans ægteskab ryddet af vejen, han blev her i landet, fik samme år hendes ja til ægteskab og er siden da blevet knyttet til danmarkshistorien. Under Bruns styrelse gik den vestindiske handel, der ved Versailles-freden 1783 fik et foreløbigt knæk, over fra det Vestindiske Kompagni til Staten (1788), hvorefter den hele handel helt op til 1816, men dog navnlig under Den franske republiks krige, fik et mægtigt opsving. Den første snes år af Bruns ophold her i landet faldt i det hele taget netop sammen med Danmarks florissante periode, hvor det under de vældige europæiske krige lykkedes Danmark ved bevarelsen af sin neutralitet at benytte konjunkturerne til at skabe en frodig mellemhandel med København som centrums. For Bruns fremragende handelsdygtighed var chancerne således så gode som vel muligt, og han synes også at have udnyttet dem fuldt ud. Hans første store spekulation var efter grev Bernstorffs opfordring at overtage Den franske republiks kornforsyning under dens første store krige, og dette vovelige foretagende grundlagde hans kolossale formue.

## Familien Bruns saloner som socialt omdrejningspunkt
Mens Brun under hele denne urolige, men for ham indbringende periode flakkede vidt om på forretningsrejser, ofte sammen med sin hustru, tog han, efter at tilbageslaget i handelen var indtruffet, i 1810 mere fast ophold i hovedstaden. Det var i de følgende år, at hans navn i så høj grad blev knyttet til datidens rige skønåndsliv, idet hans hustru, digterinden Frederikke Brun blev midtpunktet for en glimrende kreds af poeter, kunstnere og musikere, der også inkluderede datteren Ida. De brunske saloner, der om vinteren havde hjemme i det senere Moltkes Palæ i Bredgade, og om sommeren var forlagt til landstedet Sophienholm ved Kongens Lyngby, var det rigt udstyrede, luksuriøse samlingssted for tidens betydeligste skikkelser. Var det hustruens ånd og datteren Idas skønhed og musik, der øvede tiltrækning på disse mænd, så var det Bruns store formue, som lagde den solide grundvold til disse sammenkomster. Selv var han både smigret og forbitret over hele dette strålende, elegante og overdådige salonliv, og hans kolde, klare forretningssans dannede en lige så grel modsætning til hustruens ofte overspændte og svulstige fantasterier som hans vidtdrevne sparsommelighed til hendes pomp og pragt.

## Op ad rangstigen
I øvrigt steg Constantin Brun stadig i samfundets rangorden: 1810 var han blevet konferensråd, 1829 fik han Storkorset af Dannebrog, og 1831 blev han gehejmekonferensråd. Han var direktør ved Tontinen af 1800, og til alle sine øvrige hverv og forretninger knyttede han endelig fra 1799 en stor og interessant virksomhed som landmand. På hovedgårdene Antvorskov og Falkensteen indførte han ved indkaldelsen af tre schweizerfamilier tilberedningen af schweizerost, hvoraf han 1802-05 alene solgte 141000 pund, størstedelen til oversøiske lande. I en interessant beretning til Landhusholdningsselskabet godtgør han, at dette med datidens smørpriser betalte sig dobbelt så godt som smørproduktion. På gårdene indførte han desuden tærske- og hakkelsemaskiner, forbedrede sine husmænds kår, anlagde chausseer osv. Brun døde den 19. februar 1836 efter et årelangt sygeleje.